# ساوت هيل (كورنوال)
ساوت هيل (بالإنجليزية: South Hill, Cornwall)‏ هي قرية وأبرشية مدنية تقع في المملكة المتحدة في إنجلترا.